# Chown
chown je příkaz operačního systému Unix a dalších operačních systémů unixového typu, sloužící ke změně vlastníka souborů nebo adresářů (z anglického change owner).
Příkazem se mění buď jen vlastník souboru, přiřazení souboru skupině, nebo obojí.

## Možnosti použití
- vlastník

Je-li zadáno jen jméno uživatele, změní se pouze vlastník vybraných adresářových položek, skupina zůstává beze změn.
- vlastník:skupina

Při zadání vlastníka a dvojtečkou nebo tečkou odděleného názvu skupiny, změní se současně vlastník i skupina. Řetězec nesmí obsahovat mezeru.
- vlastník:

Zadání vlastníka následovaného dvojtečkou nebo tečkou bez skupiny změní vlastníka a skupina se nastaví na implicitní skupinu nového vlastníka, tj. na skupinu, která je nastavená po přihlášení vlastníka.
- :skupina

Zadání pouze skupinu za dvojtečkou nebo tečkou, změní se pouze skupina. Příkaz pak slouží jako obdoba příkazu chgrp.

## Příklady použití
```
$ chown root /var/run/httpd.pid
```

Změna vlastníka z /var/run/httpd.pid na ‚root‘ (superuživatele).
```
$ chown nobody:nobody /tmp /var/tmp
```

Změna vlastníka z /tmp a /var/tmp na ‚nobody‘ (nedoporučuje se)
```
$ chown :512 /home
```

Změna skupinového identifikátoru z /home na 512 (bez ohledu na to, zda je jméno skupiny spojeno s identifikátorem 512 nebo ne).
```
$ chown -R us ./base
```

Změna vlastnictví adresářového stromu v ./base uživateli us rekurzivně (-R)